# Ratnapura
Ratnapura (en tamil: இரத்தினபுரி) es una ciudad de Sri Lanka, capital de la provincia de Sabaragamuwa y del  distrito homónimo.
Algunos dicen que el nombre moderno de la ciudad deriva del portugués Rapadura por «panela», el dulce de caña de azúcar producido tradicionalmente en esta región, pero la explicación más frecuente en Sri Lanka es que proviene del cingalés ratna (gema) y pura (ciudad).
Ratnapura también se escribe Rathnapura. La ciudad es el centro de una floreciente industria de piedras preciosas, incluyendo rubíes, zafiros y otras gemas. Además de la minería, la ciudad es conocida por sus cultivos de arroz y fruta, y está rodeada de grandes plantaciones de té y caucho.
En Ratnapura se ubica la sede de la Diócesis de Ratnapura con la Catedral de San Pedro y San Pablo. La diócesis fue erigida el 2 de noviembre de 1995.

## Geografía
Se encuentra a una altitud de 95 m s. n. m. a 82 km de la capital nacional, Colombo, en la zona horaria UTC +5:30.

## Demografía
Según estimación en 2011 contaba con una población de 51.230 habitantes.